# Giorgio Bombi
Giorgio Bombi, nato Bombig, cognome mutato con decreto del prefetto di Gorizia del 28 novembre 1929 (Ruda, 5 luglio 1852 – Gorizia, 15 settembre 1939), è stato un politico italiano.

## Biografia
Figlio di un insegnante di scuola elementare e di una discendente di facoltosi agricoltori, entrambi irredentisti, cresce nella Gorizia austro-ungarica maturando un forte sentimento filo-italiano che gli vale, ancora adolescente, il marchio di sovversivo e la sorveglianza della polizia austriaca. Nel 1870, allo scopo di mantenersi agli studi universitari, inizia a lavorare come impiegato contabile nell'azienda di Pietro Venuti dove ha modo di conoscere e frequentare altri giovani goriziani irredentisti, tra i quali Carlo Seppenhofer, fondatore nel 1891 della Lega Italiana. Le sue prime azioni anti-austriache sono di stampo goliardico come l'innalzamento del tricolore italiano sul Podgora e la collaborazione col giornale satirico La Freccia.
Nel 1879 conosce a Butrio Matteo Renato Imbriani, deputato radicale napoletano cui si attribuisce la coniazione dell'espressione "terre irredente" e fondatore dell'Associazione in pro dell'Italia Irredenta. A seguito di tale incontro inizia l'attività politica vera e propria; promuove un profondo rinnovamento del Partito Liberale Nazionale friulano e fonda la Società Politica Unione, punto di riferimento della componente liberale del movimento irredentista goriziano con numerose sezioni nei centri minori della provincia. Nel 1890 è promotore delle manifestazioni popolari per la chiusura decretata dal governo asburgico della società culturale Pro Patria e l'anno seguente viene eletto segretario della sezione goriziana della Lega Nazionale, fondata per continuare l'opera del sodalizio disciolto.
Nello stesso periodo entra nel consiglio della Camera di commercio, incarico che fa da trampolino all'elezione a consigliere comunale di Gorizia e alla nomina a deputato nella Dieta provinciale.
Le cariche politiche gli consentono di occuparsi in modo particolare dei problemi scolastici, ritenendo fondamentale la salvaguardia dei giovani italiani rispetto all'opera di slavizzazione della scuola. A tale scopo promuove la costituzione della Lega della gioventù friuliana. Viene chiamato a presiedere l'Unione della ginnastica e partecipa agli scioperi proclamati per ottenere la creazione di una università italiana a Trieste. Diventato nel frattempo vice-podestà sostiene la nomina podestarile di Francesco Marani al posto dello scomparso Carlo Venuti allo scopo di avere mano libera nella competizione elettorale del 1907 contro gli sloveni. Solo nel 1908 accetta di ricoprire a sua volta la carica di podestà, rifiutata anche per i sentimenti ostili del governo di Vienna, che infatti fa tardare di parecchi mesi la ratifica dell'avvenuta elezione. Confermato alle successive scadenze del mandato triennale (1911 e 1914), promuove l'unificazione di intenti delle forze politiche filo-italiane e consente di tenere a Gorizia il congresso della Lega Nazionale.
Come tutti i politici filo-italiani, che ovviamente rifiutano la propaganda patriottica austriaca, allo scoppio della prima guerra mondiale viene dichiarato decaduto da tutte le cariche e viene poi arrestato con la moglie e deportato a Leibnitz; viene successivamente mandato al confino a Oberhollabrunn, dove rimane fino al termine del conflitto.
Rientrato a Gorizia dopo la disfatta austriaca viene nominato dal 9 novembre 1918 "Commissario regio di Gorizia", carica che mantiene fino all'elezione a sindaco lo stesso anno.
Nel 1920 viene nominato senatore a vita nella categoria "coloro che con servizi o meriti eminenti avranno illustrata la Patria".
Alle successive elezioni comunali del 1922 la sua lista viene sconfitta da quella guidata da Antonio Bonne che però, dopo pochi mesi, viene costretto alle dimissioni dagli squadristi il giorno della Marcia su Roma, il 22 ottobre 1922. Nel 1924 viene rieletto sindaco, carica che mantiene fino al 1925 quando, col successivo riordinamento fascista delle amministrazioni comunali, diviene podestà fino al 1934.
Nel 1932 gli venne conferita l'onorificenza di "Grande ufficiale dell'Ordine della Corona d'Italia" e l'anno successivo quella di "Gran cordone dell'Ordine della Corona d'Italia".